# المحمدية (الشرقية)
قرية المحمدية هي إحدى القرى التابعة لمركز منيا القمح في محافظة الشرقية في جمهورية مصر العربية. حسب إحصاءات سنة 2006، بلغ إجمالي السكان في المحمدية 5345 نسمة، منهم 2789 رجل و2556 امرأة.

## التاريخ
قرية المحمدية من القرى القديمة، حيث وردت باسم «طسفة» في أعمال الشرقية ضمن قرى الروك الصلاحي التي أحصاها ابن مماتي في كتاب قوانين الدواوين، كما وردت باسم «طسفة بني حرام» وتُعرف باسم «قرقا» في أعمال الشرقية ضمن قرى الروك الناصري التي أحصاها ابن الجيعان في كتاب «التحفة السنية بأسماء البلاد المصرية». وفي العصر العثماني ورد اسمها في التربيع العثماني الذي أجراه الوالي العثماني سليمان باشا الخادم في عصر السلطان العثماني سليمان القانوني «قرقه» وهي «كفر طسفة بني حرام» ضمن قرى ولاية الشرقية، وفي تاريخ 1228هـ/1813م الذي عدّ قرى مصر بعد المسح الذي قام به محمد علي باشا باسم «قرقا» ضمن قرى مديرية الشرقية. وفي سنة 1348هـ/1929م، طلب أهلها تغيير اسمها، فغُيّر اسمها إلى «المحمدية».